# 岡崎額田バイパス

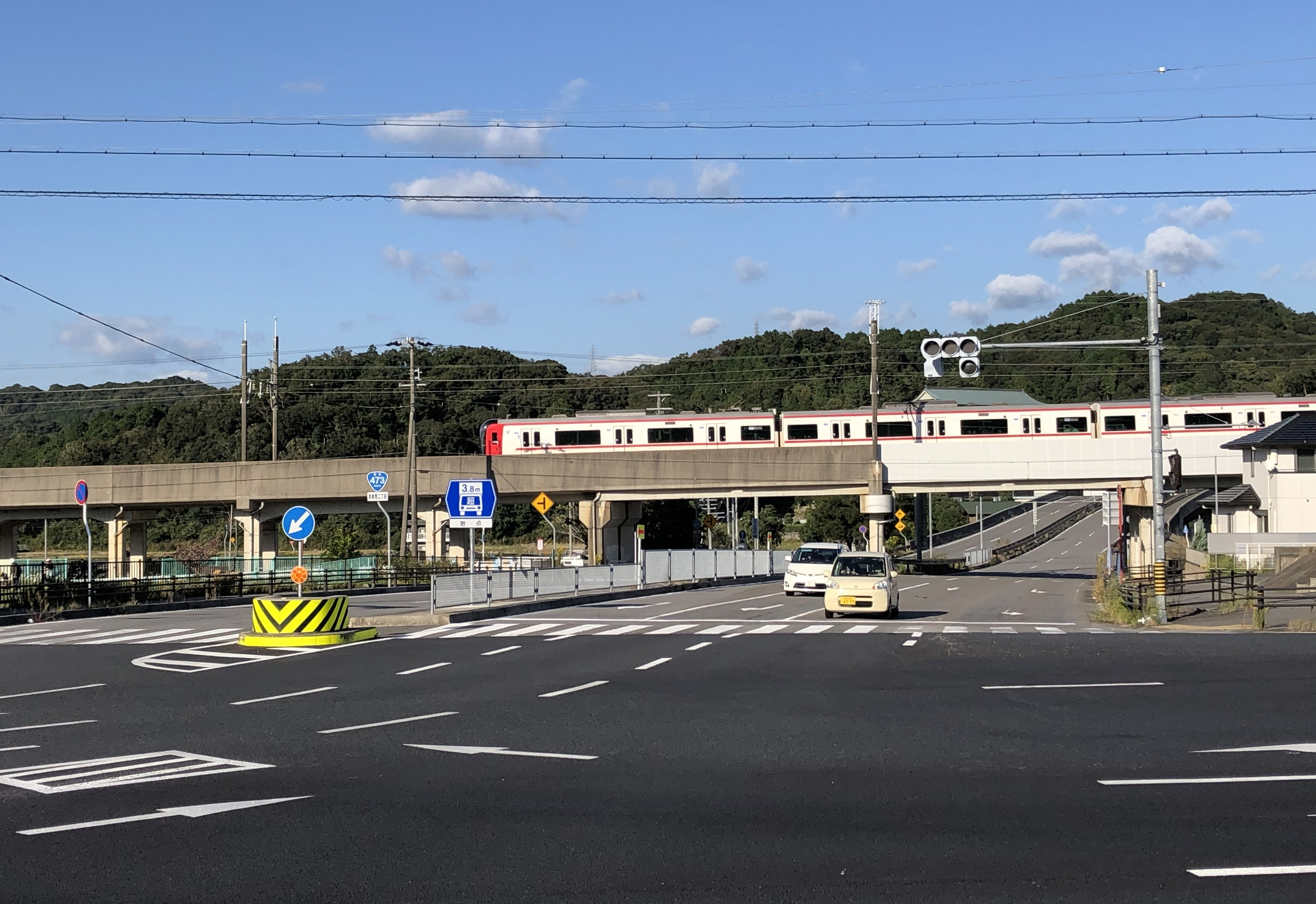
岡崎額田バイパスの起点

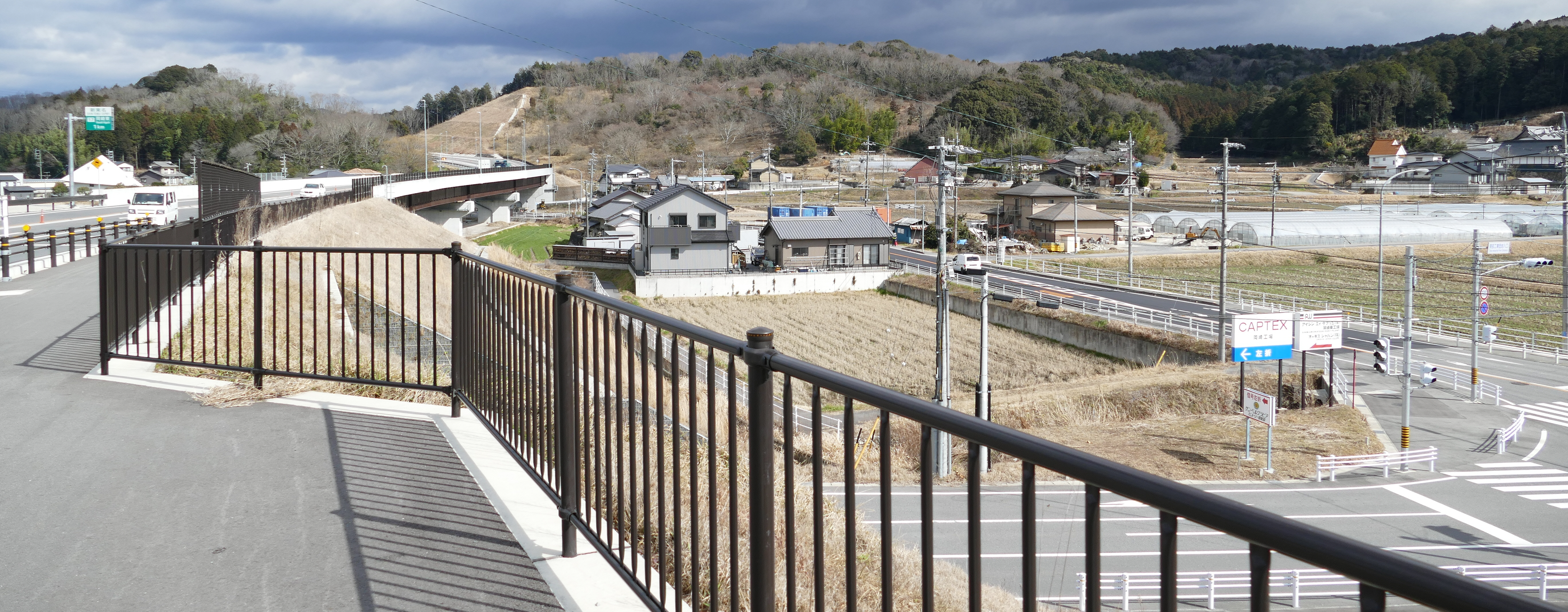
左：バイパス・右：現道

岡崎額田バイパス（おかざきぬかたバイパス）は、愛知県岡崎市に位置する国道1号と新東名高速道路（岡崎東インターチェンジ）を結ぶ、国道473号のバイパス。

## 概要
- 路線名：一般国道473号
- 起点：愛知県岡崎市本宿西
- 終点：愛知県岡崎市樫山町
- 総延長：4.3 km（バイパス区間：3.6 km・アクセス道路区間：0.7 km）
- 規格：第3種第2級
- 道路幅員：（バイパス区間：19.7 m・アクセス道路区間：14.50 m・完成：25.0 m）
- 車線数：暫定2車線・一部4車線（完成4車線）
  - 国道1号 沢渡交点 - 本宿高架橋は4車線整備
- 設計速度：60 km/h

## 歴史
- 2015年（平成27年）3月15日：バイパス区間の3.6 kmが開通[3][4]。
- 2016年（平成28年）2月13日：新東名高速道路浜松いなさJCT - 豊田東JCT間の開通に伴い、アクセス道路区間の0.7 kmが開通[5][6][7][8]。

## 接続する道路
- 国道1号
- 国道473号（現道）
- 新東名高速道路
  - 岡崎東IC

## トンネル
- 本宿トンネル（総延長：155 m）

## 高架橋
- 本宿高架橋（橋長：231 m）：東名高速道路を跨ぐ跨道橋でもある。
- 上衣文高架橋（橋長：187 m）
- 大幡高架橋（橋長：359 m）